# Sosígenes
Sosígenes de Alejandría fue un astrónomo y filósofo alejandrino, notable por su intervención en la reforma del calendario romano, por disposición de Julio César (46 a. C.).

## Calendario juliano
Según los  cálculos de este astrónomo, la revolución solar fue fijada en 365 días y seis horas, resultado de alta aproximación, con un pequeñísimo margen de error, dados los rudimentarios instrumentos de la época, ya que  el error absoluto fue solo de 11 minutos y 9 segundos al año, es decir, menos de dos segundos por día.
Así nació el llamado calendario juliano, ya de ciclo solar, con una duración de 365 días y 1/4 (6 horas), que cada cuatro años intercalaba un día extra para ajustar el cómputo entre el 24 y el 25 de febrero, y por ser el 24 el «sextus ante Kalendas Martias» el día extra se llamó «bis sextus», de donde viene el nombre de año bisiesto.
Este calendario fue el oficial durante el Imperio romano, y la Iglesia católica lo adoptó para hacer sus cómputos, pero ya advirtió en el Concilio de Nicea (325) que los cálculos de Sosígenes eran erróneos, aunque no tomó ninguna decisión sobre su reforma. De hecho siguió calculando la fecha de la celebración de la principal fiesta del cristianismo, la Pascua de Resurrección, el primer domingo después del primer plenilunio tras el equinoccio de primavera, tomando este como una fecha fija, el 21 de marzo, ateniéndose a él.

## Eponimia
- El cráter lunar Sosigenes lleva este nombre en su memoria.[2]